# Dârvari (gmina)
Dârvari – gmina w Rumunii, w okręgu Mehedinți. Obejmuje miejscowości Dârvari i Gemeni. W 2011 roku liczyła 2490 mieszkańców.